# Tigre (1747)
El Tigre fue un barco de línea de 70 cañones nominales de la Armada española, botado en 1747. Según los estándares británicos, estaba categorizado como un navío de línea de tercera clase, aumentado a 74 cañones, estando dotado con dos cubiertas de cañones o puentes. Fue capturado por la Royal Navy el 13 de agosto de 1762 y rebautizado como HMS Tiger. Fue vendido por la armada británica, para su uso civil, en 1783. Su nombre de advocación era San Lorenzo.

## Construcción
El barco se encargó en el Real Astillero de La Habana, donde se le colocó la quilla el 1 de agosto de 1746, aunque en otros textos se señala que ya se encontraba en astillero el 9 de julio, al tiempo del inicio del reinado de Fernando VI. El barco fue finalmente botado el 17 de diciembre de 1747, con el asiento de la Real Compañía de La Habana y entregado a la Armada Española el 15 de enero de 1749. Sin embargo, el barco fue asignado oficialmente sólo al día siguiente. Fue el último buque botado de una serie de tres navíos que integraban la clase África, que se había iniciado con la construcción del navío África, líder de la misma.

## Historial
El barco partió de La Habana el 13 de mayo de 1749 rumbo a Ferrol en la flota de Andrés Reggio, cuyos otros barcos eran el Vencedor, el León, Invencible y el Nueva España. La flota escoltó un convoy de nueve cargueros con un cargamento de 22,5 millones de pesos en plata y víveres. Llegó el 13 de julio de 1749 a Ferrol, desde donde el barco partió en enero de 1752 a Cartagena en la flota que patrullaba el Mediterráneo contra la pirtatería argelina.
En junio de 1752, el barco llegó a Cádiz con el Septentrión, escoltando a dos cargueros que transportaban caudales y provisiones desde La Habana, que habían sido encontrados frente al Cabo San Vicente. Desde 1755 el barco buscó piratas argelinos frente a Cartagena hasta que regresó a Cádiz en abril de 1755. El 9 de junio de 1757 arribó en Ceuta escoltando ocho mercantes con tropas y siversos suministros para la ciudad. En 1760 el buque zarpó de Cádiz para unirse a la flota con base en Cartagena en las patrullas contra la piratería argelina.
Zarpa hacia La Habana el 14 de abril de 1761 con el Aquilón, Soberano, Vencedor, Conquistador, Asia y la fragata Venganza, alcanzando la ciudad el 29 de junio de 1761. Allí permanecería hasta su captura, en el marco de la guerra de los Siete Años, participando desde el 6 de junio de 1762 en la defensa de la ciudad contra una potente escuadra británica.

## Captura y servicio en el Reino Unido
Los británicos tomaron La Habana el 12 de agosto de 1762 y la flota allí amarrada. Fue entonces cuando el buque fue asignado a la Royal Navy británica como HMS Tiger, aumentando su armamento hasta los 74 cañones. El barco fue reacondicionado como barco buque hospital en 1778 y vendido para desguace el 10 de junio de 1784.